# Otiorhynchus concinnus
Otiorhynchus concinnus — вид долгоносиков-скосарей из подсемейства Entiminae.

## Описание
Жук длиной 5,5-6 мм. Имеет чёрную окраску, жгутики усиков и голени ржаво-бурые. Головотрубка с уплощённым килем, в мелкой и густой пунктировке. Глаза почти не выступают из контура головы, плоские. Переднеспинка на диске в очень густых и мелких точках, на боках в зёрнышках. Надкрылья удлинённые яйцевидные, с тонкими, но явственными точечными бороздками, промежутки в едва различимых морщинистых точках, пришовная бороздка заметноуглублена, шов почти не углублён.

## Экология
Населяет степи. Обитает по балкам и поймам. Пасётся на конском щавеле (Rumex confertus).